# Jamačka Češma
Jamačka Češma (makedonska: Јамачка Чешма) är en källa i Nordmakedonien. Den ligger i kommunen Konče, i den östra delen av landet, 100 kilometer sydost om huvudstaden Skopje. Jamačka Češma ligger 815 meter över havet.